# Quepos (tổng)
Quepos là một tổng trong tỉnh Puntarenas, Costa Rica. Tổng này có diện tích 543,77 km², dân số năm 2008 là 23915 người..